# شهرستان پلدختر
شهرستان پلدختر یکی از شهرستان های استان لرستان، در ناحیه غربی ایران است. پلدختر یک شهرستان کوهستانی، واقع در جنوب غربی استان و در میان کوه‌های سر به فلک کشیده زاگرس است. مردم پلدختر از قوم لر و از ایل بالاگریوه هستند. این شهرستان بخاطر روی‌دادن بزرگ‌ترین زمین‌لغزش جهان و نیز کشف یکی از بزرگ‌ترین گنج‌های تاریخ از غار کلماکره شهرت جهانی دارد. نام پلدختر به هر دو صورت «پُلِ دُختر» و «پُلْ‌دُختر» تلفظ می‌شود و هر دو تلفظ صحیح است.

## جغرافیا

### موقعیت جغرافیایی
شهرستان پلدختر از شمال و شرق به شهرستان خرم‌آباد، از غرب و شمال غربی به شهرستان رومشکان و کوهدشت، از جنوب به استان خوزستان و ایلام محدود می‌باشد. شهرستان پلدختر در حدود ۱۱۰ کیلومتری جنوب غربی خرم‌آباد واقع شده و شهرستان مرزی بین استان‌های لرستان و ایلام و خوزستان است. پلدختر حدود ۲۵ کیلومتر با شهرستان رومشکان فاصله دارد؛ و همچنین حدود ۴۵ کیلومتر با شهرستان دره‌شهر از استان ایلام و حدود ۱۰۰ کیلومتر با اندیمشک خوزستان فاصله دارد.

### آب و هوا
شهرستان پل‌دختر دارای آب و هوایی متفاوت است. مرکز این شهرستان یعنی شهر پلدختر آب و هوای گرمی در تابستان و معتدل و نسبتاً سرد در زمستان دارد. اما در شرق و شمال شهرستان پل‌دختر آب و هوای سردی در زمستان وجود دارد. از جمله دهستان‌های میانکوه همچون روستاهای قلعه نصیر، آبسرد، چمشک و بخش معمولان زمستان‌های سردی دارند.
میانگین بارش سالانه در شهرستان پل‌دختر ۳۷۲/۶ میلی‌متر می‌باشد که به همین علت از شهرستان‌های پُر باران استان لرستان است.
در ارتفاعات این شهرستان، برف زیادی می‌بارد و حتی دوام این برف‌ها پس از بارندگی به ۷ روز تا۲۰ روز می‌رسد.

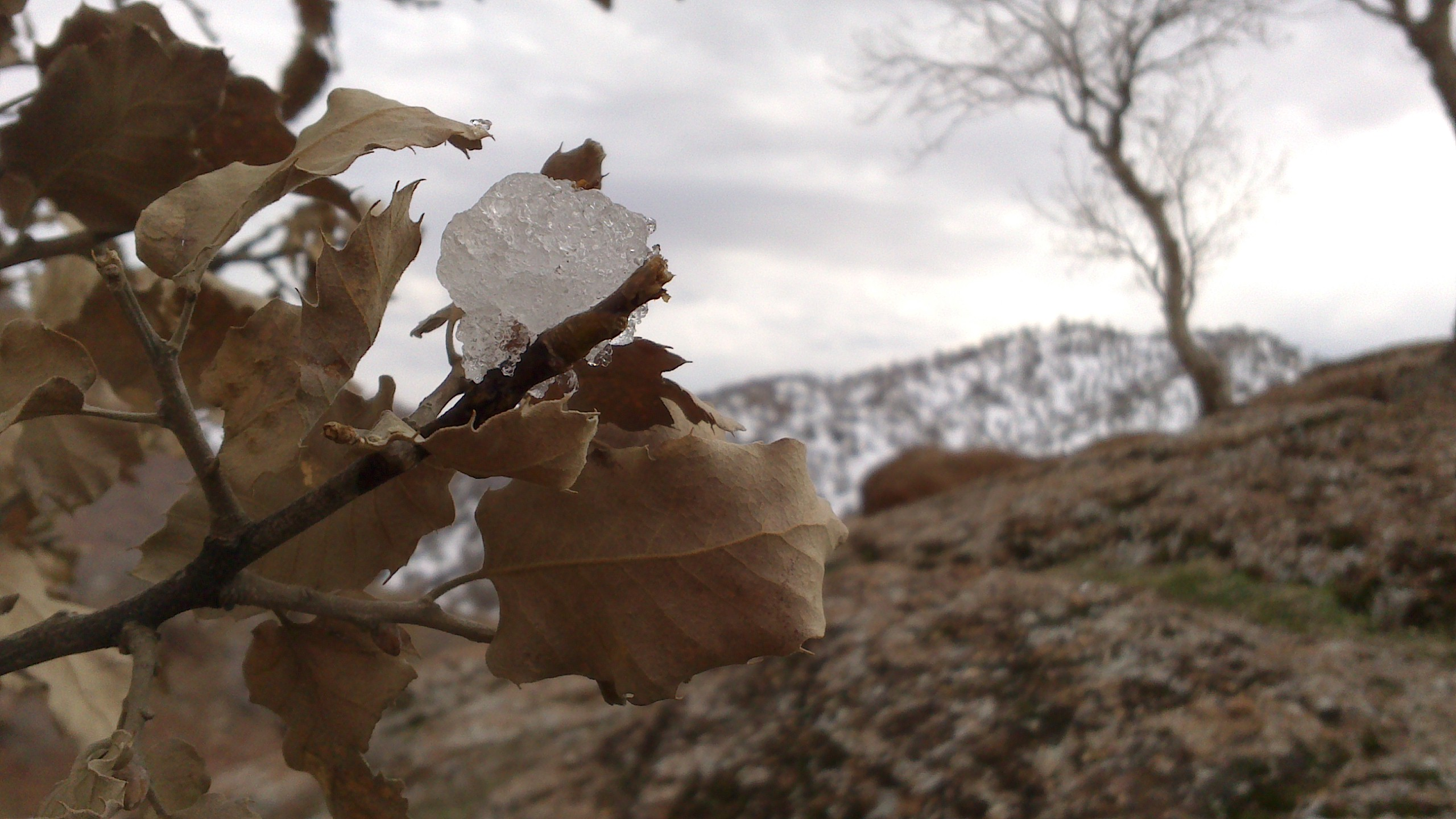
بارش برف در تنگهٔ دهلیج شهرستان پلدختر

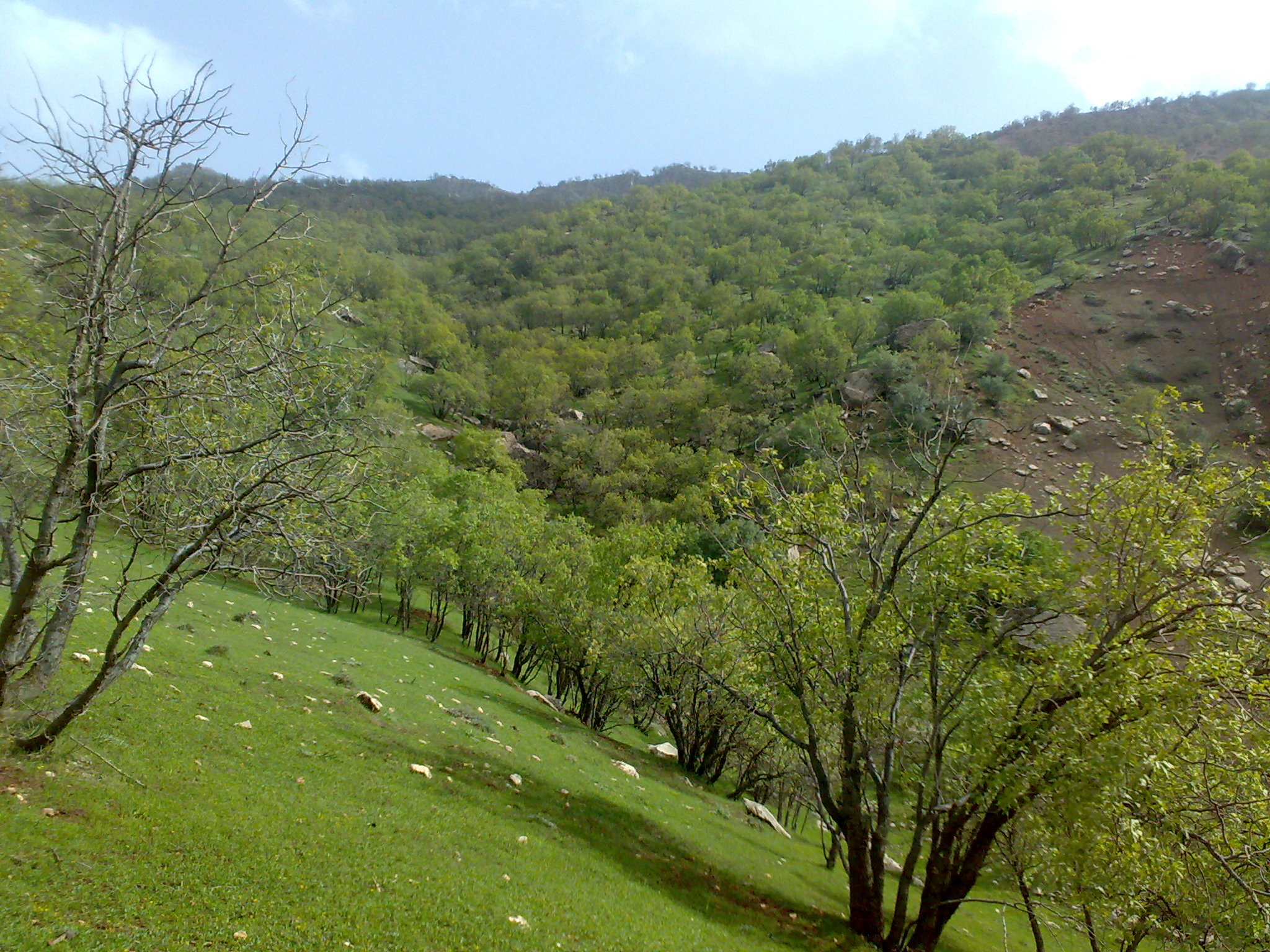
درختان انبوه بلوط در شهرستان پلدختر

## اقتصاد و صنعت

### صنایع
صنایع کارخانه‌ای پلدختر، بیش‌تر صنایع ساختمانی است که مصالح ساختمانی تولید شده آن نیز به دیگر شهرستان‌ها صادر می‌شود از این کارخانه‌ها می‌توان به کارخانهٔ شن و ماسه، سیمان و گچ اشاره کرد.

### کشاورزی
کشاورزی در این منطقه رواج نسبتاً خوبی دارد و آب مورد نیاز برای آن از رودخانه‌ها و چاه‌ها تأمین می‌شود. محصولات کشاورزی و باغی و صیفی این منطقه عبارتند از: خیار، انجیر سیاه، گندم، جو، بنشن، تره‌بار، برنج، باقلا، ذرت، گوجه و انواع سبزیجات.
پلدختر مقام نخست تولید انجیر در کشور را داراست. هم‌چنین در پاییز و زمستان به دلیل آب و هوای مناسب آن نیز مقام نخست تولید سبزی را در کشور به خود اختصاص داده است. این در حالی است که فرآورده‌های کشاورزی این شهرستان همراه با فراورده‌های دامی و لبنی جزو صادرات آن است.
حمل و نقل
عبور جاده‌های ترانزیتی همچون آزادراه خرم زال، جاده قدیم خرم‌آباد-پلدختر-اندیمشک و جاده کرمانشاه-اسلام‌آباد غرب-پلدختر-خوزستان و جاده پلدختر-دره شهر (ایلام) باعث ایجاد مشاغل خدماتی حمل و نقل بسیار در این شهرستان شده است.